# Авл Манлій Торкват (претор)
Авл Манлій Торкват (*Aulus Manlius Torquatus, прибл. 112 до н. е. —після 52 до н. е.) — політичний та військовий діяч Римської республіки.

## Життєпис
Походив з патриціанського роду Манліїв. Про батьків немає чітких відомостей. Був представником побічної гілки роду Манліїв Торкватів. Замолоду брав участь у походах Луція Корнелія Сулли проти Мітридата VI, царя Понту, потім у 80-ті роки до н. е. воював проти маріанців. У 81 році до н. е. стає квестором. Також отримує доручення щодо карбування нових монет. на них Манлій зобразив Суллу на коні.
У 70 році до н. е. обирається претором. Як провінцію отримує Африку. У 67 році до н. е. Гней Помпей Великий відібрав його як легата на піратську війну. В ній Манлію було доручено контролював води Іспанії та Балеарських островів. Останній раз ім'я Авла Торквата зустрічається у 52 році до н. е., коли він був суддею у справі Мілона. При підтримці Помпея, незважаючи на захист Цицерона, Манлій засудив Мілона на вигнання. Про подальшу долю Торквата немає відомостей.

## Родина
Авл Манлій Торкват, претор 52 року до н.е.